# Луций Коссоний Эггий Марулл
Луций Коссоний Эггий Марулл (лат. Lucius Cossonius Eggius Marullus) — римский государственный деятель второй половины II века.
Марулл происходил из гирпинского города Экланум в Самнии. Его дедом, по всей видимости, был консул-суффект 111 года Луций Эггий Марулл. В 184 году Марулл занимал должность ординарного консула вместе с Гнеем Папирием Элианом. В 198/199 году он находился на посту проконсула провинции Африка. Легатом при нём был его сын Коссоний Сципион Орфит. Кроме того, Марулл входил в состав жреческой коллегии фламинов.